# Arrate Egaña
Arrate Egaña Giménez (Rentería, Guipúzcoa, 24 de mayo de 1963) es una escritora española. Licenciada en filología hispánica, también ha cursado estudios de guionista. Ha trabajado en varios institutos de educación secundaria. Actualmente ejerce como técnica de euskera en el Departamento de Educación del Gobierno Vasco, en IVEI (Instituto de Evaluación e Investigación Educativa).

## Trayectoria literaria
En 1999 publicó su primer libro en euskera: Princesa puzkertia., reeditado en 2017 por Erein. Pero anteriormente ya recibió premios por dos obras en castellano: en 1992, recibió el Premio Atenea de Salamanca con el libro Angelitos negros, y el segundo premio Ciudad de San Sebastián con el libro La visita.
Ha publicado alrededor de veinte libros de relatos en euskera: Kixmi elurpean (2005), Hizkuntza sekretuak (2008), Giltza (2011), Paradisua, (2012) y Simon ipuinen munduan (2013), entre otros. Ha recibido diversos premios literarios: SMko Baporea (1999), Bilboko Emakume Kontari (2002), Lizardi Saria (2011), Kutxa Literatur Saria (2012, con la obra de teatro Egia), Aresti Saria (2013)...
Asimismo, creó las ilustraciones del libro Benetako pirata.
Arrate Egaña, además de libros para niños y jóvenes, ha publicado literatura para adultos. Su primera obra en euskera la publicó en 2012: Paradisua (Elkar).
Ha escrito acerca de diversas temáticas; entre otras, las preocupaciones y problemas de la adolescencia,  la búsqueda de la felicidad, la familia, la escuela de hoy en día, la inmigración, etc.

## Premios
- Premio Atenea Salamanca (1992), con el libro Angelitos negros .
- Premio Ciudad de San Sebastián, sección narrativa (1992), con el libro La visita.
- Premio SM Baporea  (1999), con el libro Princesa puzkertia (ilustración de Manu Ortega).
- 3er Premio de la asociación Erroxape, Bermeo (2000), con el libro Katea.
- Emakumeak kontari, del Servicio de la Mujer del ayuntamiento de Bilbao,  (2002) con el libro Neguko udareak.
- Premio Lizardi, del ayuntamiento de Zarauz, (2011) con el libro Giltza.
- 52.º premio de literatura Donostia Hiriko Kutxa, sección teatro, (2012) con la obra Egia.
- Premio Gabriel Aresti, Bilbao, (2013).

## Obras
La lista de los libros de Arrate Egaña es larga. Aunque sobre todo ha escrito literatura infantil y juvenil, también ha publicado varios libros para personas adultas, incluidas algunas obras de teatro. Estas son las obras que ha publicado en los últimos años para la infancia y personas jóvenes:
- Kixmi elurpean (2005, Elkar, Bizitaupadak el grupo).
- Txita more txikia (2007, Erein).
- Hizkuntza sekretuak (2008, Elkarlanean).
- Izebak (2008, Ibaizabal).
- Ni naizen guztia (2009, Erein).
- Giltza (2011, Erein).
- Lanbroa / Bruma (2011, Gero/Mensajero).
- Dragoia (2011, Erein).
- Familia berria (2012, Elkar).
- Simon ipuinen munduan (2013, Elkar).